# Mollet Hoquei Club
El Mollet Hoquei Club és un club d'hoquei sobre patins de Mollet del Vallès, al Vallès Oriental, fundat l'any 1955 com Club Patí Mollet (CP Mollet).

## Història
L'entitat va néixer com una secció més del Centre Parroquial, per això originalment es coneixia com l'equip d'hoquei del Centre Parroquial. Els principals promotors del club foren Enric Viñas, Joan Pou i Toni Sariol, president, delegat i entrenador, respectivament.
Durant els primers anys, l'equip disputava els seus partits de tercera categoria a les pistes descobertes del Centre Parroquial. Els bons resultats de l'equip impulsen la renovació de la pista, és a dir, una nova pavimentació. Però al no haver-hi diners, els mateixos jugadors van ajudar els paletes a arrencar les rajoles del camp i després les van vendre als seus familiars, de forma que l'equip va disposar d'una notable ajuda econòmica per fer el pagament de l'obra. Als anys setanta, el club va pujar a segona divisió (Primera Nacional), sent-ne campió l'any 1974. Després de jugar-hi tres temporades, pugen a la Divisió d'Honor la temporada 1979/80. Durant aquesta dècada, l'equip disputa els partits a la pista de la Riera Seca, encara descobertes, i a partir de l'any 1983, cobertes totalment.
Durant la dècada dels vuitanta i principis dels noranta, l'equip esdevé un dels clubs més representatius del municipi, ja que arriba a semifinals de la Copa del Rei de 1989 i també participa en la Copa de la Cers la temporada 1989/90. L'equip juga a la Divisió d'Honor fins a la temporada 1991/92. Després de competir molts anys a la Primera Divisió, l'equip baixa a la Lliga Nacional Catalana la temporada 1999/2000 i la temporada 2012/13 a Primera Catalana.
La temporada 1992/93 el club canvia el seu nom històric per Mollet Hoquei Club.